# Anthony Spinelli
Anthony Spinelli, Pseudonym Sam Weston (* 21. Februar 1927 in Cleveland, Ohio als Sam Weinstein; † 29. Mai 2000 in Los Angeles, Kalifornien), war ein US-amerikanischer Filmregisseur, Schauspieler und Filmproduzent, der seine Karriere im Hollywood-Mainstream begann und später Pornofilme inszenierte.

## Karriere
Spinelli spielte in den 1960er Jahren als Schauspieler in Filmen wie Alfred Hitchcock präsentiert und Ruf nicht zu laut und produzierte Filme wie Gun Fever bzw. Ruf nicht zu laut ehe er sich Pornofilmen zuwandte und nur noch als Regisseur und Produzent in Erscheinung trat. 1978 vertonte der deutsche Komponist und Musikproduzent Berry Lipman den Film SexWorld von Spinelli. Spinellis 1981 erschienener Film Nothing To Hide wurde mit fünf Preisen der Hardcorebranche ausgezeichnet und zählt zu den Klassikern der Pornofilmgeschichte.
1981 erhielt er den Erotic Film Award für den Film Nothing To Hide von der Adult Film Association of America. 1985 erhielt er den AVN Director Award als bester Regisseur (für den Film Dixie Ray Hollywood Star). 1986 wurde er in die XRCO-Hall of Fame und in die Adult Video News Hall of Fame aufgenommen.

## Privates
Spinelli war mit Roslyn Gold verheiratet. Sein Bruder Jack Weston (1924–1996) war Schauspieler, sein Sohn Mitchell Spinelli ist Pornofilmregisseur.

## Filmografie
Regie
- 1971: Touch Me
- 1978: Sex World, auch Drehbuch
- 1981: Nothing To Hide
- 1981: Stachel für heiße Bienen (Between the Sheets)
- 1983: Dixie Ray Hollywood Star
- 1990: Married Women
- 1990: Portrait of a Nymph
- 1991: Frankie and Joanie
- 1992: Batwoman & Catgirl
- 1993: Cliff Banger
- 1994: Pulp Friction
- 1994: Double Load 2
- 1996: Pump-House Slut
- 1997: Gang Bang Bitches 13

Schauspieler
- 1962: Alfred Hitchcock präsentiert (Alfred Hitchcock Presents)
- 1964: Ruf nicht zu laut (One Potato, Two Potato)
- 1969: Green Acres
- 1970: Süß, aber ein bißchen verrückt (That Girl)

Produzent
- 1958: Gun Fever
- 1964: Ruf nicht zu laut (One Potato, Two Potato)